# Вила Ластва
Вила Ластва је историјски и туристички објекат смјештен у Требињу. Позната је под надимком „Титова вила”. Овај објекат је саграђен 1954.

## Историјат
Вила Ластва је изграђена од корчуланског и херцеговачког камена, како би служила као резиденцијални објекат тадашњег предсједника СФРЈ, Јосипа Броза Тита. Налази се на плацу површине два хектара у чијем су саставу су такође рибњак, парк и виноград.
Тренутни власник је АД „Леотар”. У току су радови на адаптацији и реновирању виле. У плану је да се обнови 10 просторија и да се постојећим додају ресторан и винарија.
Вила је кориштена за снимање ТВ серије „Рањени орао”.